# Velijudin Sadović
Velijudin Sadović (1886 Trebinje, Bosna a Hercegovina – 14. června 1932 Sarajevo, Království Jugoslávie), zkráceně též Velija, byl bosenskohercegovský pedagog a politik bosňáckého původu.

## Životopis
Bližší podrobnosti o narození a raném vzdělávání nejsou známy. Jeden z pramenů uvádí, že studoval v Istanbulu. Nedlouho po dokončení studia byl za své politické názory dva roky vězněn, není ovšem jasné, zda v osmanské říši, nebo okupované Bosně a Hercegovině. Krátce po anexi Bosny a Hercegoviny habsburskou monarchií roku 1908 pobýval ve Francii a Švýcarsku. Roku 1912 dokončil studium na pařížské Sorbonně, konkrétní obor studia není znám. Po návratu do Bosny a Hercegoviny byl krátký čas bez zaměstnání, pak získal místo profesora-ekonoma v Šarí‘atské soudní škole (4. srpna 1914–16. března 1921 a znovu 25. června 1923–10. ledna 1928). Roku 1915 složil profesorskou zkoušku na Orientální akademii ve Vídni (K.k. Akademie für Orientalische Sprachen). Roku 1921 se učitelského místa vzdal, jelikož získal poslanecký mandát za Jugoslávskou muslimskou organizaci v parlamentu Království Srbů, Chrvatů a Slovinců. Roku 1923, kdy již ve volbách nekandidoval a s politickým vedením JMO se rozešel, se vrátil na předchozí pracoviště a navíc byl jmenován profesorem na nedávno zřízeném Šarí‘atském gymnáziu v Sarajevu (honorárně ve škol. roce 1923/1924), poté se stal i jeho ředitelem (1928–1932).
Po první světové válce byl horlivým podporovatelem muslimsko-srbské vzájemnosti, sám se považoval za Srba islámské víry. Dlouhá léta byl členem Hlavního výboru muslimského podpůrného spolku Gajret (Úsilí).
Velija Sadović zemřel 14. června, hned nazítří byla uspořádána zádušní mše v Begově mešitě a provedeno uložení ostatků na hřbitově v sarajevské čtvrti Grlića brdo.
Roku 1913 se v Trebinje oženil s Atijou Fetahagićovou, s níž přivedl na svět šest dětí.